# Hipó de Règion
Hipó de Règion (grec antic: Ἵππων, llatí: Hippon) fou un filòsof grec probablement nadiu de Règion que va viure al segle v aC. Hi ha altres versions sobre el seu origen: Censorí el feia nadiu de l'illa de Samos, i Iàmblic de Calcis deia que era de Crotona. Aristòtil el classifica a l'escola jònica però Fabricius pensa que més aviat era un pitagòric. Fou acusat d'ateu pel poeta Cratí d'Atenes a la seva obra Panoptae.
Segons Hipòlit de Roma, Hipó afirmava que l'aigua i el foc eren els elements primaris, de manera que el foc s'originava a partir de l'aigua i després es desenvolupaven per a generar tot l'univers. Simplici deia d'ell que considerava que l'aigua era el principi de totes les coses i pensava que no hi havia res que no acabés finalment destruït. A partir d'altres relats es creu que Hipó també estava interessat en assumptes referents a la Biologia. Pensava que existeix un nivell adient d'humidificació en tots els éssers vius i que la malaltia és causada per un desequilibri en la humidificació. Pel que fa a l'Ànima pensava que ascendia a un altre estat a partir de l'aigua i la ment. Un escoli als Núvols d'Aristòfanes diu que segons Hipó el cel tenia forma de cúpula semblant a un forn.
Les seves obres no s'han conservat. Es diu que va escriure el seu propi epitafi, en el qual expressava el seu desig d'esdevenir una divinitat. L'esmenten Sext Empíric, Climent d'Alexandria.